# Petróglifos galaico-portugueses

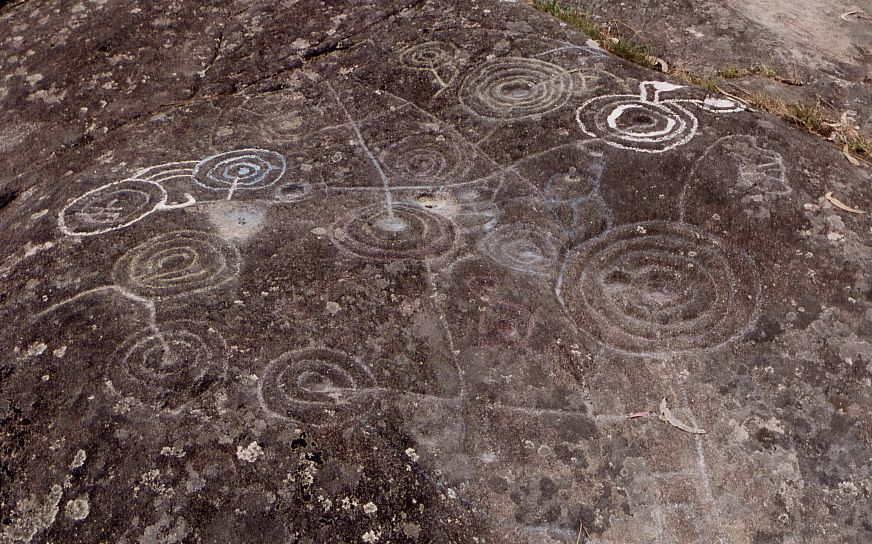
Petróglifo de Mogor.

Os Petróglifos galaico-portugueses é um tipo de gravuras sobre pedra ou rocha que data dos tempos pré-históricos da Galiza e no Norte de Portugal.

## Características
Os petróglifos do Grupo galaico-português de Arte Rupestre estão realizados ao ar livre sobre granito, excepto os mais primitivos, que estão gravadas sobre lousa, e em Sarria e Samos sobre xisto. Não se sabe se esta foi uma escolha intencional ou se é que se trata simplesmente do material mais duradouro, e por esse motivo chegaram até aos nossos dias. Os petróglifos apresentam uma elevada erosão e, em certas ocasiões, são difíceis de observar.
Os conjuntos de petróglifos situam-se nas abas das serras, e em certas alturas encontram-se rodeando terrenos húmidos e montes baixos, assim como nas linhas de comunicação entre estas zonas e os lugares onde se encontram os povoamento, como demarcando um território. Durante a Idade do Bronze os povoamentos eram estabelecidos em zonas com fácil acesso à água. Nas sociedades pré-históricas a arte provavelmente esteva relacionada com atividades de carácter ritual e religioso, que também servia como marca territorial, os petróglifos puderam funcionar como lugares de agregação de guerreiros e como indicadores de sítios com uma especial carga simbolica.

## Elaboração
As gravuras foram realizadas, por picotagem e fricção, com um percutor em pedra.

## Cronologia

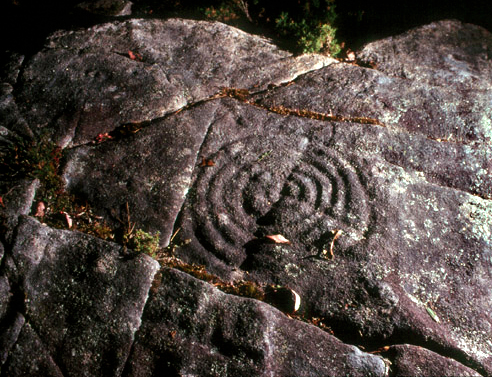
Petróglifo de Teo

Os petróglifos abrangem três períodos:
- Neolítico (IV e III milénios a.C.).
- Idade de Bronze (II milénio).
- Idade do Ferro (I milénio a.C. até ao século III d.C.).

Tradicionalmente os petróglifos galaicos foram datados na Idade do Bronze, ainda que alguns investigadores cingem à mudança do III ao II milénio a.C., no início da Idade do Bronze. Em alguns casos aparecem gravuras de datação posteriores misturados com os existentes anteriormente, em algumas ocasiões perseguindo a finalidade de cristianizar os símbolos considerados pagãs, a imagem do que sucedeu com muitos castros nos que se erigiram ermidas, igrejas ou cruzeiros no lugar que ocupavam como processo de cristianização de lugares que eram objecto de lendas (com os mouros de protagonistas na sua maioria) e cultos pagãs por parte do povo.

## Temática

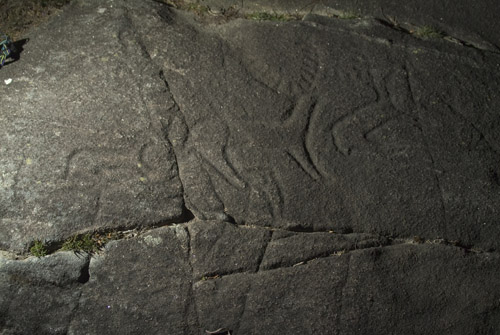
Petróglifo da Colina do Cogoludo, que representa uma manada de cervos

Existem dois tipos de desenhos: naturalistas ou figurativos, que são respectivamente aqueles em que nos é possível adivinhar o que representam, como por exemplo os cervos, os cavalos, figuras humanas e armas; e os geométricos ou abstractos, aqueles que não sabemos o que representam, como são as combinações circulares. Os petróglifos naturalistas são os mais característicos da arte rupestre galaica ao ar livre (apesar de ser menos abundantes que os geométricos), por causa da sua originalidade é o que os diferencia de outras zonas atlânticas. Ao invés, os geométricos ou abstractos são os mais abundantes e mais espalhados geograficamente.
Nas representações naturalistas destacam-se as representações zoomorfas, antropomorfas e de armas:
- Nas representações zoomorfas, os cervos atingem 95% do total de figuras deste tipo, o que mostra a importância deste animal na sociedade da época (tanto alimentária, como no uso de peles ou ossos e como animal simbólico do seu mundo mítico). Também são representados cavalos (geralmente montados por uma figura humana) e serpentes.
- As representações antropomorfas são associadas a figuras animais, assim principalmente a figura humana aparece representada em cenas de caça, pastoreo ou, como já foi dito, a cavalo. As representações humanas são muito esquemáticas e simples.
- Nas representações de armas distinguem-se sobretudo as espadas curtas, os punhais, as alabardas e as cetras. Porém, em alguns casos, é difícil distingui-las como no caso de diversos desenhos, tanto circulares como triangulares, que podem sugerir um escudo. No entanto é com a representação de algumas armas que temos a única datação possível, porque pela arqueologia sabemos que elas foram produzidas entre o III e II milénio a. C.[4]

As representações geométricas ou abstratas são as mais abundantes, como por exemplo os círculos concêntricos, desenhos labirínticos (salientando o Labirinto de Mogor), desenhos reticulados, espirais, pontos e covinhas. Todas estas representações possuem um significado simbólico, ainda que é difícil interpretar-lo.
Os petróglifos não refletem toda a vida quotidiana das pessoas que os gravaram. As comunidades da Idade de Bronze praticavam a agricultura e a pecuária como base da sua subsistência, mas nas gravuras os únicos temas representados são os relacionados com a caça e a guerra. Supõem-se que os petróglifos estavam relacionados com as atividades que, possivelmente, a sociedade da Idade do Bronze considerava mais prestigiosas. Nas cenas cinegéticas o único animal caçado é o cervo, o que pode estar relacionado com a importância simbólica que este animal devia possuir. No mundo imaginário destas comunidades a caça parece ser algo mais que uma função lúdica ou fonte de alimento e provavelmente teria um forte conteúdo ritual ou iniciático.

## Distribuição géografica

### Galiza

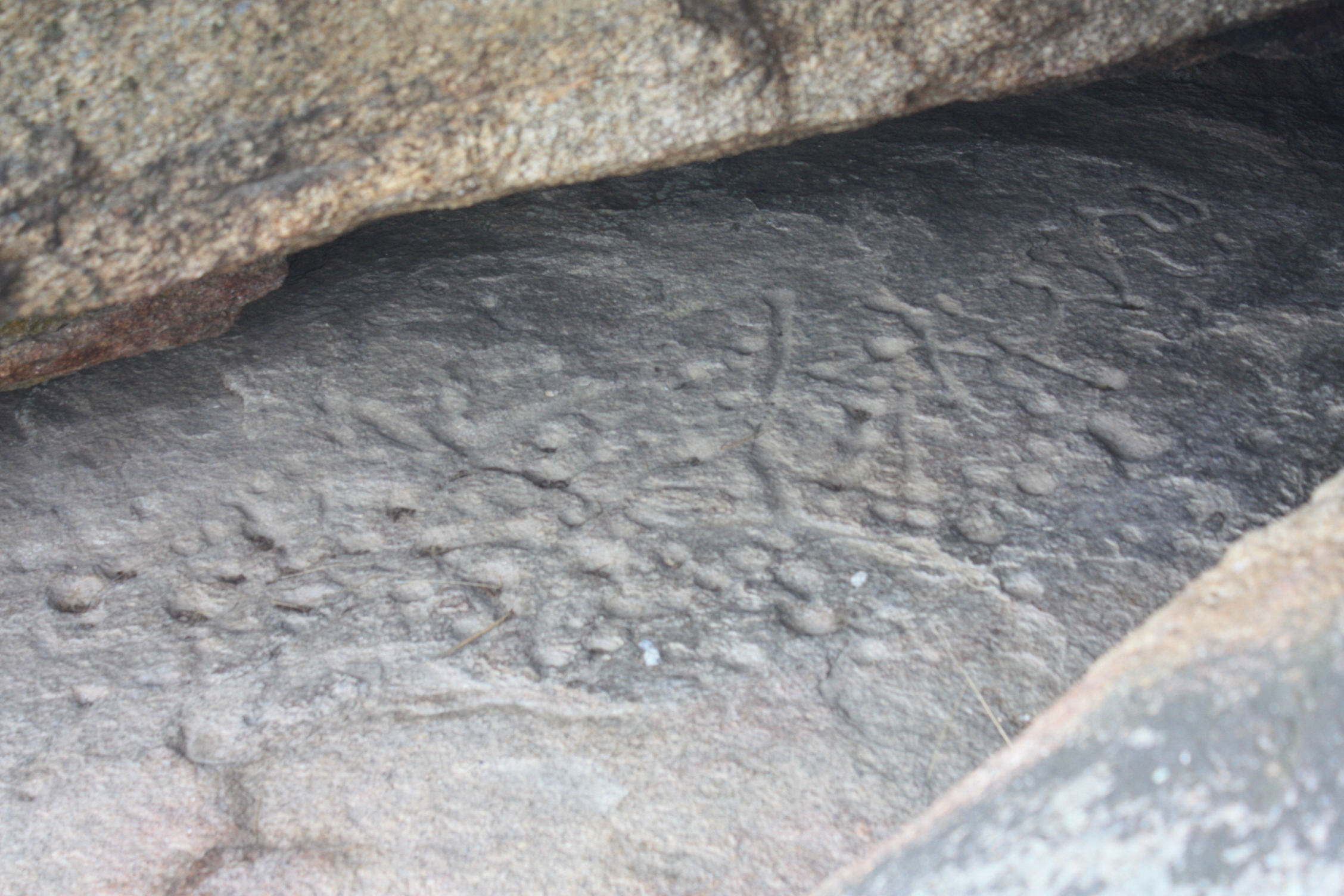
Gravura rupestre da Solhapa, concelho de Miranda do Douro

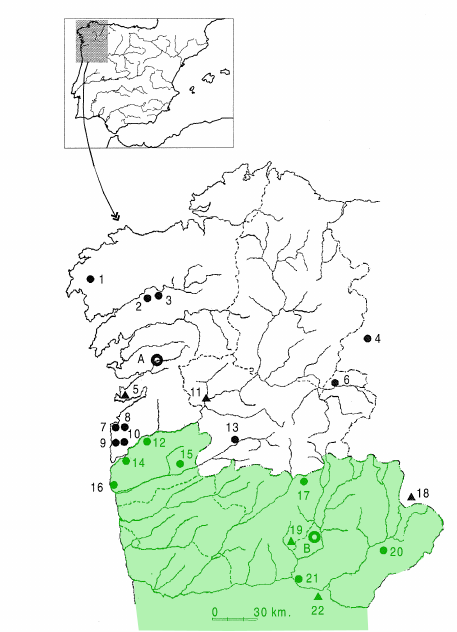
Localização dos petróglifos galaico-portugueses:
A: área de Campo Lameiro
B:Serra dos Passos / Santa Comba
1 : Pedra Ancha (Dumbría)
2: Peneda Negra (Ames)
3: Monte Pedroso (Santiago)
4:Peña Pineda (Vega de Espinareda)
5: Mesa de Montes (Cangas)
6: Villamartín de Valdeorras
7: Os Campos (Baiona)
8: Auga da Laxe (Gondomar)
9: Laxe dos Cebros (Oia)
10: Monte Tetón (Tomiño)
11: Outeiro das Minas (Ribadavia)
12: Monte da Laje (Valença do Minho)
13: Bande
14:Laje das Fogaças (Caminha)
15: Gião (Arcos de Valdevez)
16: Farol de Montedor (Viana do Castelo)
17: Tripe (Chaves)
18: El Pedroso (Trabazos)
19: Crasto de Palheiros (Murça)
20: Penas Roias (Modagouro)
21: Cachão da Rapa (Carrazeda de Ansiães)
22: Castelo Velho (Vila Nova de Foz Côa)

O conjunto de petróglifos galegos é um dos mais ricos e peculiares dentro do marco europeu e inclusive mundial.
A maior parte deles são localizados no sul da Galiza, na província de Pontevedra, na zona costeira que abrange desde a ria de Muros até à desembocadura do rio Minho, e concretamente no vale do rio Lérez, onde se conservam a maior parte das gravuras. 
Quanto mais nos afastamos deste lugar para o norte ou para o interior, encontramos uma menor densidade de gravuras e quase sempre nos vales dos rios.

### Portugal
Temos uma primeira zona restrita a faixa costeira do Alto Minho com motivos geométricos, zoomórficos, armas e idoliformes.
Também outra zona mais extensa que engloba grande parte da região do Minho, Trás-os-Montes e as Beiras com representações esquemáticas e antropomórficas.

## Estações arqueológicas

### Galiza
- Parque arqueológico de Campo Lameiro (Pontevedra) (conjunto considerado por muitos autores como a "Capela Sistina" dos petróglifos galegos).
- Labirintos de Mogor (Marín, Pontevedra).
- Petróglifos de Ghorghalado, no RosaLa, Pontevedra.
- Vigo, destacando o da Pedra Moura ou petróglifo do Fragoselo, em Coruxo ou o petróglifo das Millaradas.
- Castriño de Conxo, na câmara municipal de Santiago de Compostela.
- Água da Laxe, na câmara municipal de Gondomar.
- Petróglifos de Fontemoureira, lugar do Freixo, câmara municipal de Outes.
- Petróglifos do Monte Farelo, na câmara municipal de Antas de Ulla.
- Coto do Corno, na câmara municipal de Teo.
- Pedra Redonda na câmara municipal de Cerdedo-Cotobade.
- Várias estações em Ouça, na Serra da Groba.

### Portugal
- Estação do Monte da Laje e da Tapada de Ozão, União das freguesias de Valença, Cristelo Covo e Arão, Valença do Minho
- Estação da Bouça do Colado, Lindoso, Ponte da Barca.
- Estação da  Ribeira de Pena.
- Estação de Tripe em Mairos, Chaves.

## Conservação
Quando se visita uma "estação" com petróglifos não se devem tocar e muito menos pintar com giz ou ceras escolares para que saiam bem na foto. Isto deteriora-os. Os especialistas podem-no fazer contando sempre com uma permissão prévia da Direcção-Geral do Património e utilizam técnicas não destrutivas. Se quer obter boas fotos, o melhor é esperar às últimas luzes do dia, quando os raios do sol incidem lateralmente sobre os sulcos e ressaltam o seu traçado.

## Galeria de imagens

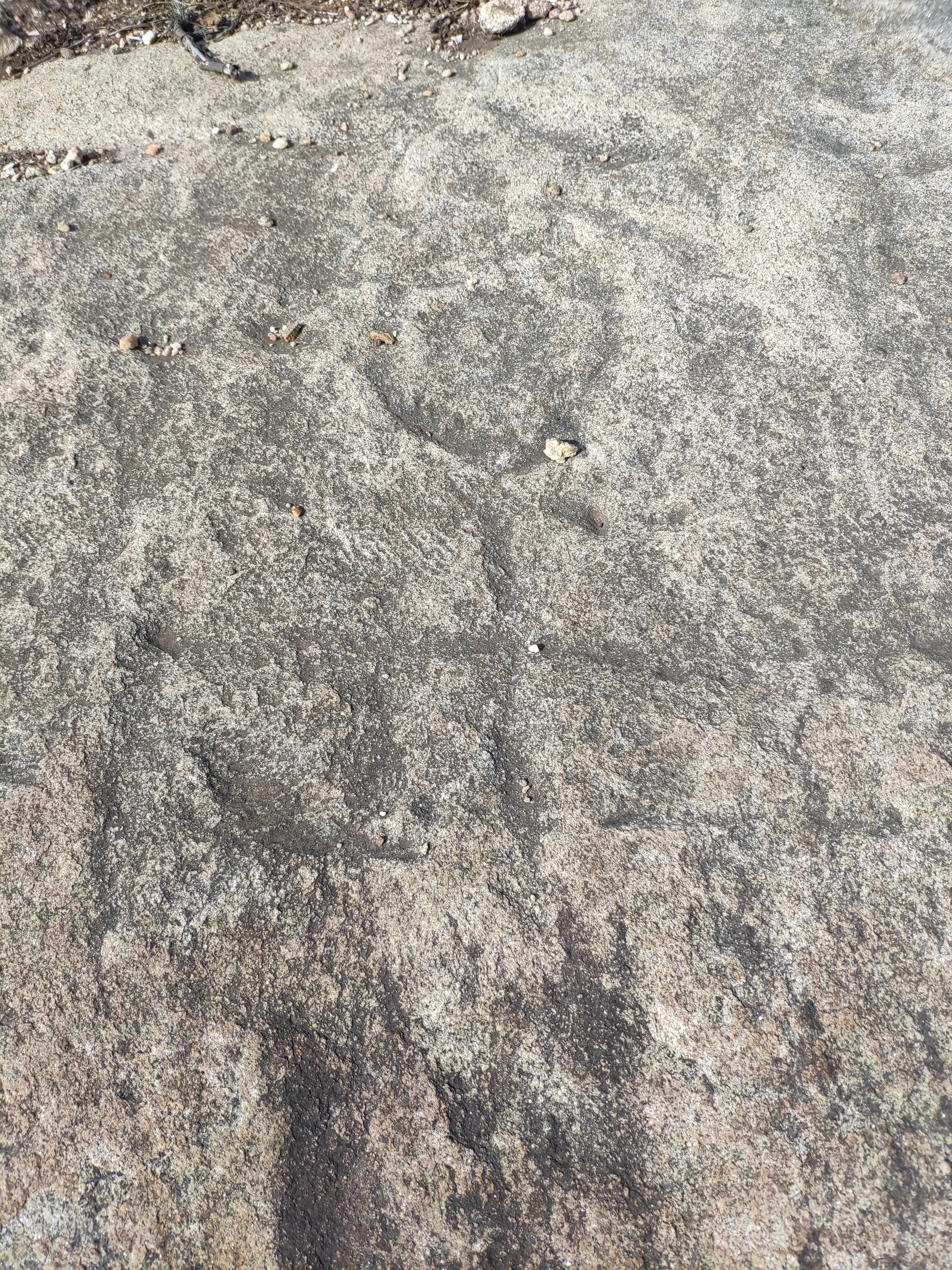
Gravuras do Monte de Fortes, Valença do Minho, Portugal
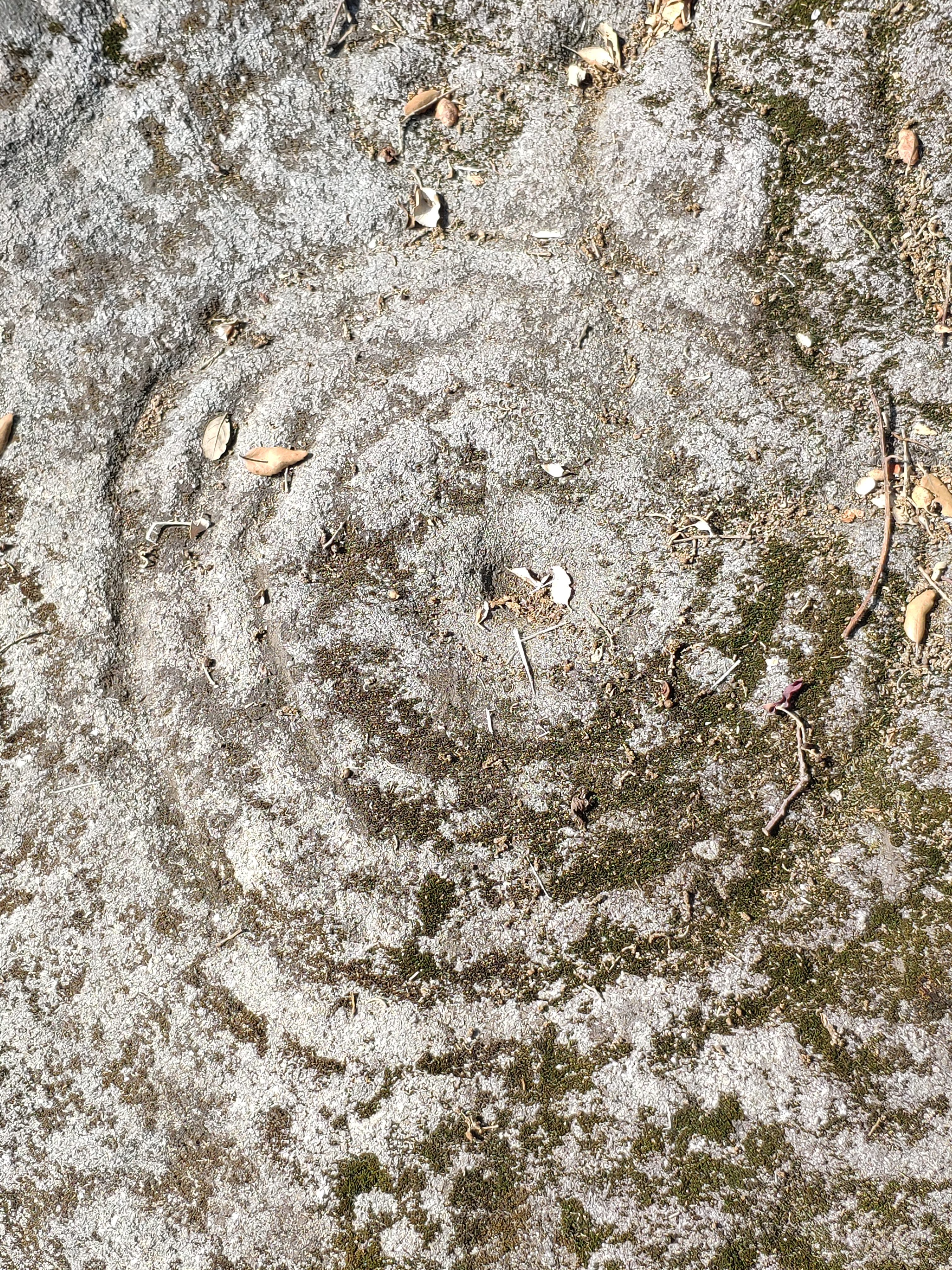
Gravura da Tapada de Ozão e do Monte da Lage, Valença do Minho
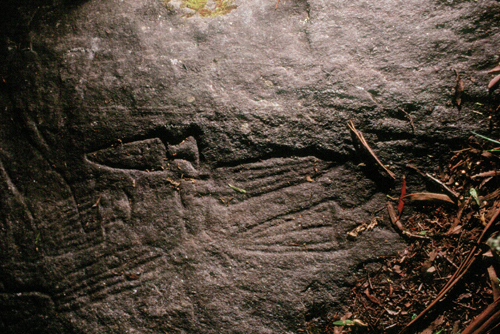
Gravuras do Castriño de Conxo
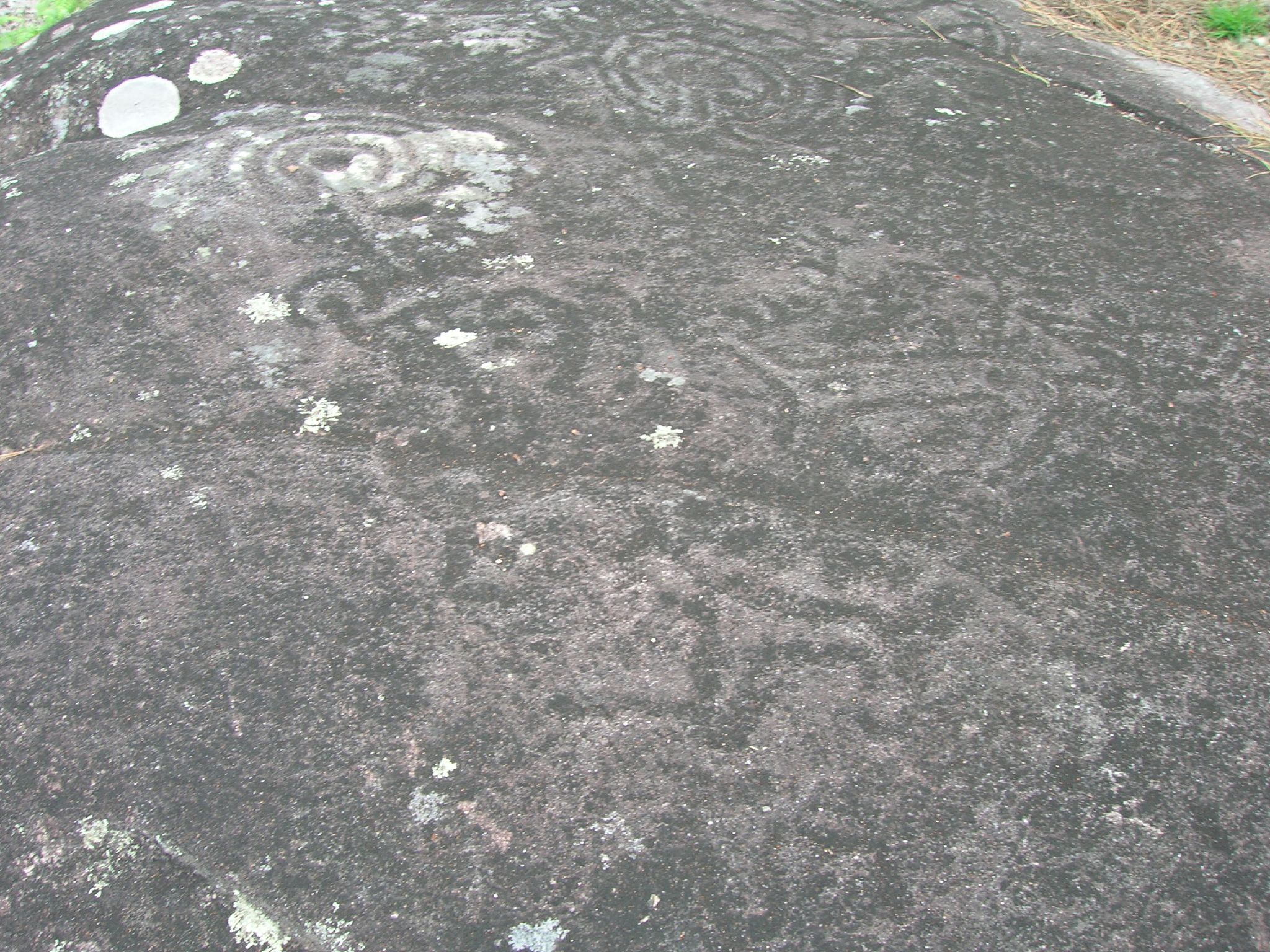
Petróglifos de Fentáns, Galiza.
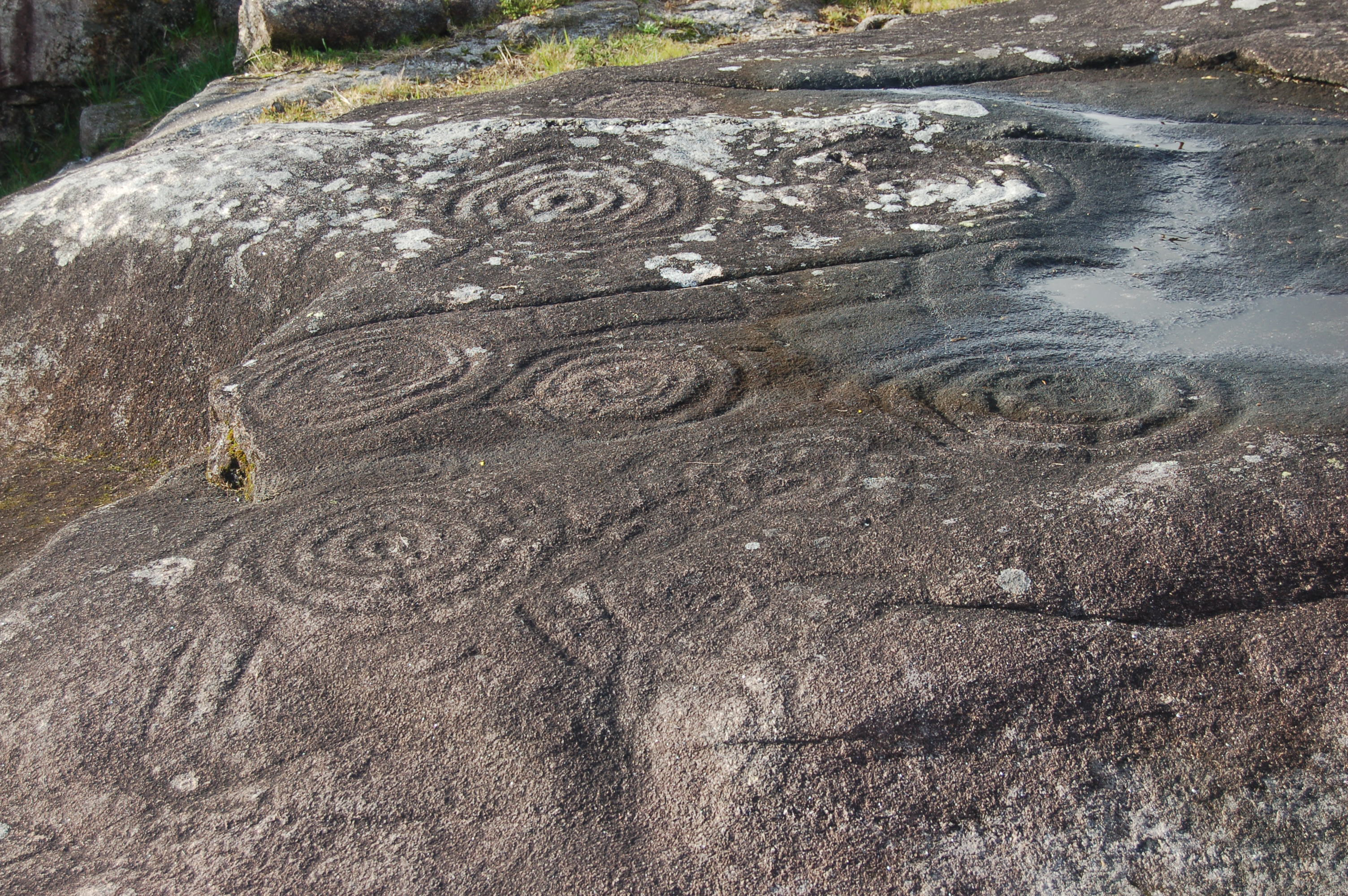
Petróglifos do Lombo da Costa em Sacos, Cerdedo-Cotobade, Galiza.
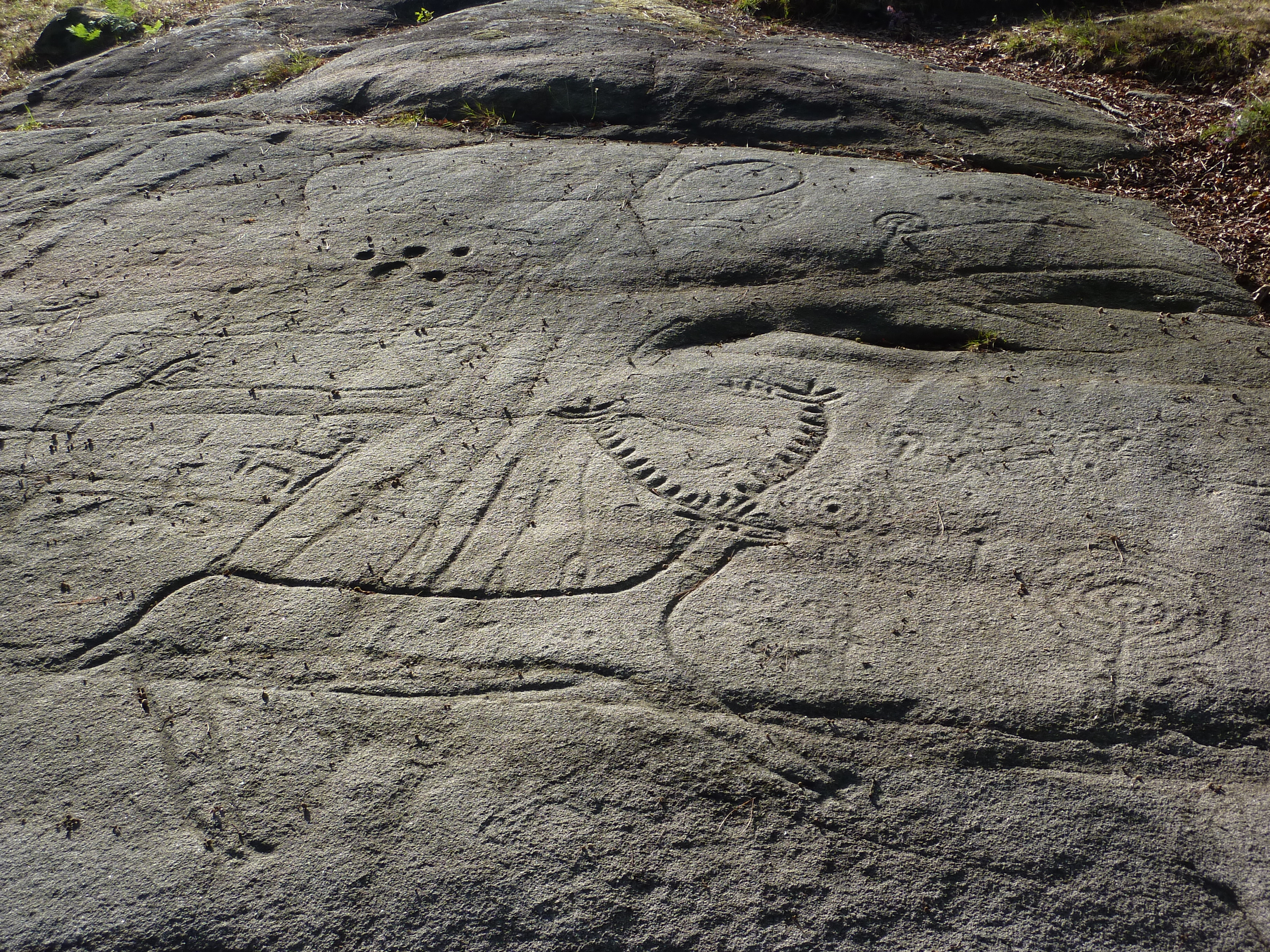
Petróglifo dos Carballos, em Campo Lameiro, Galiza.